# (400309) Ralfhofner
(400309) Ralfhofner est un astéroïde de la ceinture principale.

## Description
(400309) Ralfhofner est un astéroïde de la ceinture principale. Il fut découvert le 14 octobre 2007 à Radebeul par Martin Fiedler. Il présente une orbite caractérisée par un demi-grand axe de 2,40 UA, une excentricité de 0,16 et une inclinaison de 5,6° par rapport à l'écliptique.

## Compléments